# Centre cerimonial indígena de Caguana
El centre cerimonial indígena de Caguana és un lloc arqueològic ubicat al barri de Caguana, Utuado, Puerto Rico.
Es creu que el lloc té més de 800 anys, construït pels taïnos al voltant de 1270 d. C. S'han identificat aproximadament 30 pistes del joc de pilota mesoamericà (bateyes) i molts han estat restaurats al seu estat original. Es creu que el joc de batey es va originar a Mesoamèrica i es diu que s'ha jugat a Cuba, Jamaica, Hispaniola, les Bahames i les Illes Verges. monòlits i petròglifs tallats pels taínos es poden veure entre les roques i pedres, algunes pesant més d'una tona, que van ser portades probablement des del riu Tanama situat adjacent al lloc. També situat prop del lloc es troba la Muntanya Cemí que, segons els Taínos, era la llar dels seus déus i la raó per la qual van construir les pistes de pilota en aquesta zona.
El lloc de Caguana probablement es va fer servir per funcions diferents. Primer es va usar per a danses cerimonials, rituals religiosos i altres ritus; també es va usar per a jugar jocs de pilota en els quals dos equips d'igual número llançàven una pilota entre si; i tercer, es creu que es va utilitzar per a fer observacions astronòmiques.
L'Institut de Cultura Porto-riquenya gestiona el lloc com a parc sota el nom de Centre cerimonial indígena de Caguana. El Servei de Parcs Nacionals el va incloure en el Registre Nacional de Llocs Històrics, i l'ha designat com una fita històrica nacional (sota el nom de Caguana Site).
El parc també inclou un petit museu que conté artefactes taíno, exhibicions arqueològiques i un jardí botànic amb les plantes collides pels taínos per a l'alimentació, com a moniato, mandioca, dacsa i xanthosoma. Molts dels arbres utilitzats pels Taínos per a construir les seves cases (bohíos), com caoba, es poden veure en tot el parc.
Va ser inclòs en el Registre Nacional el 1992 i va ser designat National Historic Landmark el 1993.

## Galeria

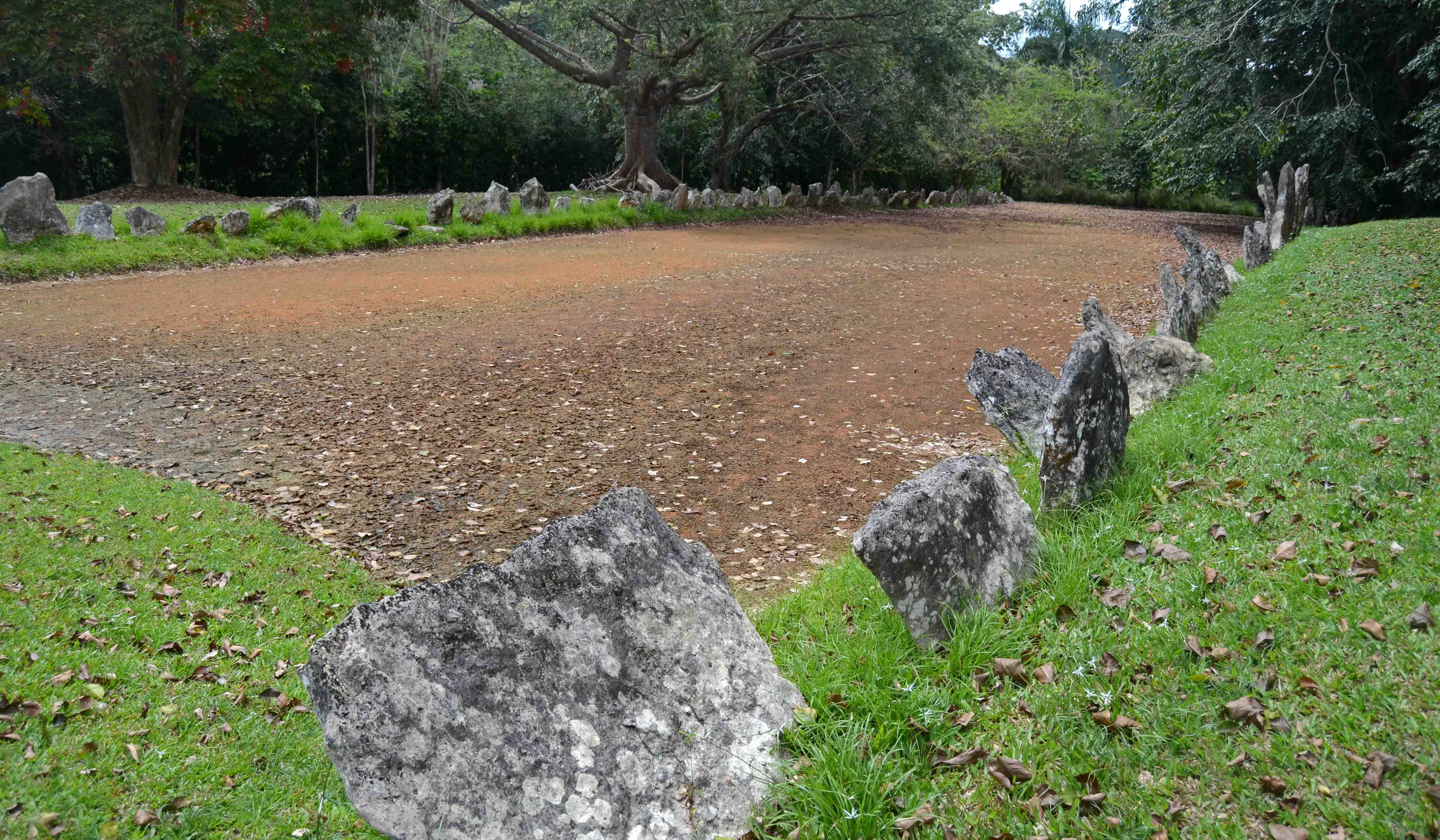
Pista de pilota
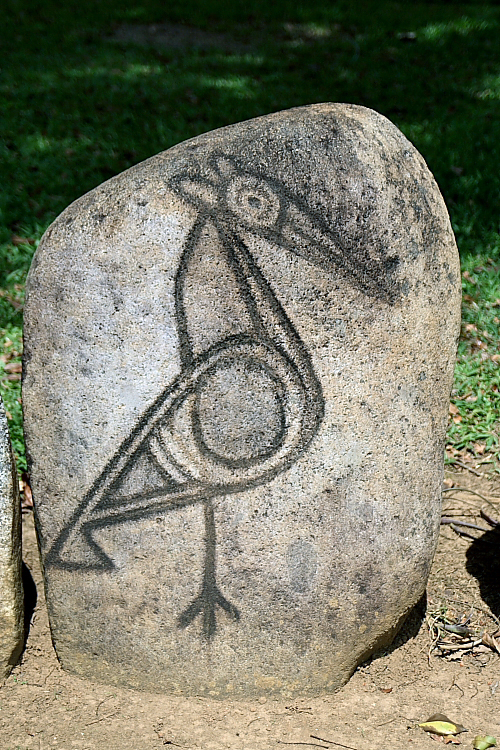
Ocell extret en pedra
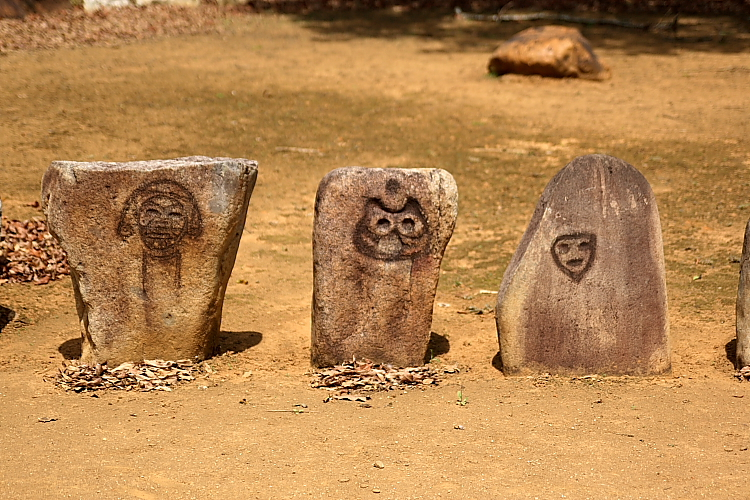
Rostres dibuixats en pedres
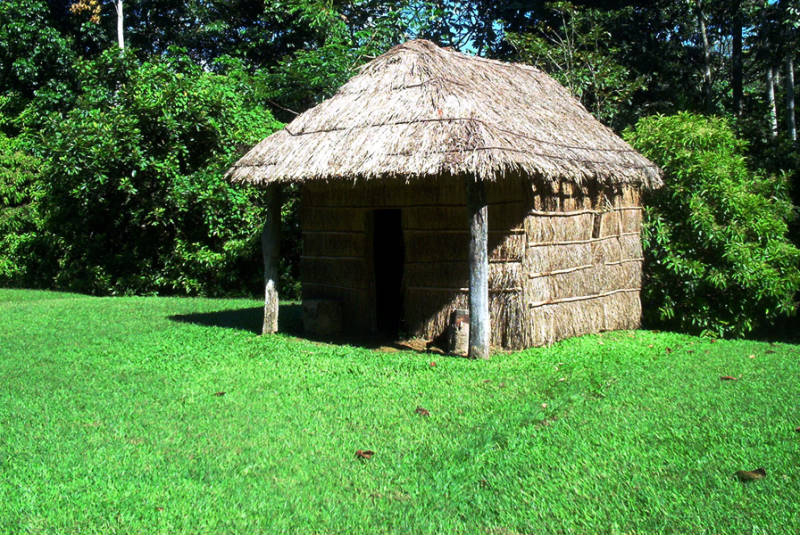
Bohio tradicional, com els construïts pel Taino